# Konami Chequered Flag Based Hardware
Konami Chequered Flag Based Hardware es una placa de arcade creada por Konami destinada a los salones arcade.

## Descripción
El Konami Chequered Flag Based Hardware fue lanzada por Konami en 1987.
Dependiendo del juego, puede variar el procesador y los chips internos, pudiendo tener uno o más de ellos.
En esta placa funcionaron 6 títulos.

## Especificaciones técnicas

### Procesador
- 052001, 6309, 052109 o 68000

### Video
- 051960 051937 051316

## Lista de videojuegos
- '88 Games / Konami '88 / Hyper Sports Special
- Ajax / Typhoon
- Bottom Of The Ninth / Main Stadium
- Chequered Flag / Checkered Flag
- Ultraman
- Ultraman Club